# 遠矢良賢
遠矢 良賢（とおや よしかた、生年不詳 - 元亀3年5月4日（1572年6月14日））は戦国・安土桃山時代の武将。島津氏家臣。下総守。莫禰（あくね）氏の庶家。父は遠矢良兼、兄は遠矢良時。
飯野衆として島津義弘に仕える。
永禄11年（1568年）8月、日向国の伊東義祐は、菱刈氏と交戦中により島津義弘が不在の飯野城を攻めるために、家臣・伊東祐安配下の佐土原遠江守を桶平城に駐屯させた。その年の11月、良賢は黒木実利と共に夜中に本地原（現・宮崎県えびの市観音原付近）の古溝に伏せ、翌朝にウズラ狩りを装った小勢を桶平城の前に繰り出し城兵を挑発した。良賢と黒木は、釣られて本地原に誘い込まれた伊東軍を釣り野伏せで散々に打ち破る。
この合戦の前、伊東氏と相良氏が飯野城を挟撃するという密約の情報が、球磨の皆越六郎左衛門の室で伊東義祐に滅ぼされた大河平氏3代目・大河平隆次の姉・ナミからもたらされており、飯野城は事前に防御を固めることができ相良軍は引き返すに至っていた。義弘は感謝し、皆越に今は亡き大河平氏の名跡と旧領を継がせるべく、良賢を皆越への説得役として遣わした。また皆越が飯野に入る際の出迎え役の一人としても良賢を遣わしている。
元亀3年（1572年）5月4日、木崎原の戦いが起こると島津義弘に兵60人を与えられ、飯野城から加久藤城へ援軍に向かい、城攻め中の伊東軍を加久藤城将・川上忠智、馬関田衆、吉田衆と共に挟撃し撤退させる。
その後、義弘勢に合流し共に伊東軍に突撃。しかし寡兵のため軍勢を立て直さねばならなくなり、久保伴五左衛門、野田越中坊、鎌田大炊助、曾木播磨、富永刑部の5人と共に、義弘を逃がすべく伊東軍を足止めし戦死する。その間に義弘は木崎原まで後退し軍勢を整え、伏兵と共に伊東軍を挟撃、これを打ち負かす。
子孫は鹿児島の財部に移り、恒吉姓に帰したとされる。